# Prototheca fontanea
Prototheca fontanea – gatunek wodnych zielenic z rodziny Chlorellaceae.
Organizm jednokomórkowy. Komórki prawie kuliste o wymiarach średnio 12,4 na 12,1 μm. Nieruchliwe, nieokryte kapsułą. Zamknięte w ścianie komórkowej zawierającej sporopoleninę, ale bez chityny czy celulozy. Mogą tworzyć okrągłe, kremowo-białe, śliskie i błyszczące kolonie. Zarodniki o szerokości średnio 8,8 μm i długości średnio 9,2 μm. Jak wszystkie prototeki są roślinami bezzieleniowymi. Przyswajają glukozę, glicerol, galaktozę i trehalozę. W kulturze rosną dobrze w temperaturze 25–30 °C, słabo w wyższej. Gatunek wodny, prawdopodobnie synantropijny.
Gatunek po raz pierwszy opisał w 2022 r. zespół Tomasza Jagielskiego na podstawie prób wody pobranych z fontanny w Warszawie, która jest w związku z tym uznany jego miejscem typowym. Stąd też nazwa gatunkowa oznaczająca organizm żyjący w fontannie. Holotyp przechowywany jest w Zielniku Wydziału Biologii Uniwersytetu Warszawskiego.